# Okshtun i Madh
Okshtun i Madh ist ein kleines Dorf im Osten von Albanien. Es liegt in der Gemeinde Bulqiza (bis 2015 Komuna Ostren) im Qark Dibra auf einer Höhe von ca. 850 m ü. A., abgelegen in den Bergen von Golloborda zwischen Dibra und Librazhd.
Im Dorf soll eine bulgarische respektive mazedonische Minderheit muslimischen Glaubens gelebt haben. Heute wird dort nicht mehr Slawisch gesprochen.
Von 2014 bis 2017 wurde südlich des Dorfes am Fluss Okshtun eine 60 Meter hohe Betonstaumauer errichtet. Das Maschinenhaus befindet sich rund sieben Kilometer weiter nördlich. Am Fluss gibt es noch einige weitere neue Wasserkraftwerke. Durch den Bau des Kraftwerks wurde die Region auch durch eine gute Straße erschlossen.
Im Juni 2015 wurde eine Höchsttemperatur von 28 °C und im Januar 2014 eine Höchsttemperatur von −10 °C gemessen. Die höchste Niederschlagsmenge wurde im November 2019 mit 354 mm gemessen.